# Paral·lel 36° sud
El paral·lel 36° sud és una línia de latitud que es troba a 36 graus sud de la línia equatorial terrestre. Travessa l'oceà Atlàntic, l'Oceà Índic, l'Australàsia, l'Oceà Pacífic i Amèrica del Sud.
En aquesta latitud el sol és visible durant 14 hores, 34 minuts durant el solstici d'hivern i 9 hores, 46 minuts durant el solstici d'estiu.

## Geografia
En el sistema geodèsic WGS84, al nivell de 36° de latitud sud, un grau de longitud equival a 90,164 km; la longitud total del paral·lel és de 32.459 km, que és aproximadament 81,0% de la de l'equador, del que es troba a 3.986 km i a 6.016 km del pol Sud

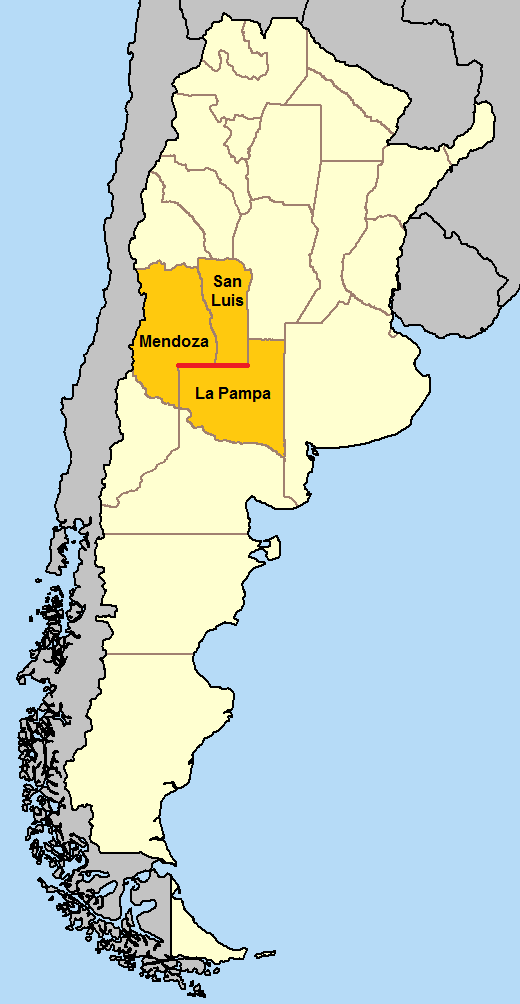
A Argentina, el paral·lel 36° sud defineix part de la frontera entre la província de Mendoza i La Pampa, i part de la frontera entre la província de San Luis i La Pampa.

## Arreu del món
A partir del Meridià de Greenwich i cap a l'est, el paral·lel 36° sud passa per: 
| Coordenades                               | País. Territori o mar | Notes |
| ----------------------------------------- | --------------------- | --- |
| 36° 0′ S, 0° 0′ E / 36.000°S,0.000°E      | Oceà Atlàntic         | |
| 36° 0′ S, 20° 0′ E / 36.000°S,20.000°E    | Oceà Índic            | |
| 36° 0′ S, 136° 41′ E / 36.000°S,136.683°E | Austràlia             | Austràlia Meridional – Illa Kangaroo |
| 36° 0′ S, 137° 36′ E / 36.000°S,137.600°E | Oceà Índic            | Badia D'Estrees, Backstairs Passage i Encounter Bay                                                                                                 |
| 36° 0′ S, 139° 28′ E / 36.000°S,139.467°E | Austràlia             | Austràlia Meridional Victòria Nova Gal·les del Sud Victòria Nova Gal·les del Sud Victòria Nova Gal·les del Sud Victòria Nova Gal·les del Sud        |
| 36° 0′ S, 150° 9′ E / 36.000°S,150.150°E  | Oceà Pacífic          | Mar de Tasmània |
| 36° 0′ S, 173° 47′ E / 36.000°S,173.783°E | Nova Zelanda          | Illa del Nord |
| 36° 0′ S, 174° 29′ E / 36.000°S,174.483°E | Oceà Pacífic          | Passa al sud de les Illes Hen and Chicken, Nova Zelanda · Passa al nord de l'illa de la Gran Barrera, Nova Zelanda                                  |
| 36° 0′ S, 72° 47′ O / 36.000°S,72.783°O   | Xile                  | |
| 36° 0′ S, 70° 24′ O / 36.000°S,70.400°O   | Argentina             | El paral·lel defineix part de la frontera entre la província de Mendoza i La Pampa, i part de la frontera entre la província de San Luis i La Pampa |
| 36° 0′ S, 57° 21′ O / 36.000°S,57.350°O   | Oceà Atlàntic         | |